# Championnat d'Angleterre de football 1922-1923
Navigation
Édition précédente Édition suivante
La 31e édition du championnat d'Angleterre de football est remportée par Liverpool. C’est la quatrième fois, la deuxième consécutivement, que le club gagne le titre de champion d’Angleterre.  Liverpool remporte largement le championnat avec 6 points d’avance sur son second Sunderland AFC et un des meilleurs totaux de points de l’histoire du championnat.
Le système de promotion/relégation reste en place: descente et montée automatique, sans matchs de barrage pour les deux derniers de première division et les deux premiers de deuxième division. Stoke City et Oldham Athletic descendent en deuxième division. Ils sont remplacés pour la saison 1923/24 par Notts County et West Ham.
Charlie Buchan, joueur de Sunderland, avec  30 buts, termine meilleur buteur du championnat.

## Clubs de l'édition 1922-1923
| Club                                      | Ville          |
| ----------------------------------------- | -------------- |
| Arsenal Football Club                     | Londres        |
| Aston Villa Football Club                 | Birmingham     |
| Birmingham City Football Club             | Birmingham     |
| Blackburn Rovers Football Club            | Blackburn      |
| Bolton Wanderers Football Club            | Bolton         |
| Burnley Football Club                     | Burnley        |
| Cardiff City Football Club                | Cardiff        |
| Chelsea Football Club                     | Londres        |
| Everton Football Club                     | Liverpool      |
| Huddersfield Town Football Club           | Huddersfield   |
| Liverpool Football Club                   | Liverpool      |
| Manchester City Football Club             | Manchester     |
| Middlesbrough Football Club               | Middlesbrough  |
| Newcastle United Football Club            | Newcastle      |
| Nottingham Forest Football Club           | Nottingham     |
| Oldham Athletic Association Football Club | Oldham         |
| Preston North End Football Club           | Preston        |
| Sheffield United Football Club            | Sheffield      |
| Stoke City Football Club                  | Stoke-on-Trent |
| Sunderland Association Football Club      | Sunderland     |
| Tottenham Hotspur Football Club           | Londres        |
| West Bromwich Albion Football Club        | Birmingham     |

## Classement
| Rang | Équipe               | Pts | J  | G  | N  | P  | Bp | Bc | Diff |
| ---- | -------------------- | --- | -- | -- | -- | -- | -- | -- | ---- |
| 1    | Liverpool            | 60  | 42 | 26 | 8  | 8  | 70 | 31 | +39  |
| 2    | Sunderland           | 54  | 42 | 22 | 10 | 10 | 72 | 54 | +18  |
| 3    | Huddersfield Town    | 53  | 42 | 21 | 11 | 10 | 60 | 32 | +28  |
| 4    | Newcastle United     | 48  | 42 | 18 | 12 | 12 | 45 | 37 | +8   |
| 5    | Everton              | 47  | 42 | 20 | 7  | 15 | 63 | 59 | +4   |
| 6    | Aston Villa          | 46  | 42 | 18 | 10 | 14 | 64 | 51 | +13  |
| 7    | West Bromwich Albion | 45  | 42 | 17 | 11 | 14 | 58 | 49 | +9   |
| 8    | Manchester City      | 45  | 42 | 17 | 11 | 14 | 50 | 49 | +1   |
| 9    | Cardiff City         | 43  | 42 | 18 | 7  | 17 | 73 | 59 | +14  |
| 10   | Sheffield United     | 42  | 42 | 16 | 10 | 16 | 68 | 64 | +4   |
| 11   | Arsenal              | 42  | 42 | 16 | 10 | 16 | 61 | 62 | -1   |
| 12   | Tottenham Hotspur    | 41  | 42 | 17 | 7  | 18 | 50 | 50 | 0    |
| 13   | Bolton Wanderers     | 40  | 42 | 14 | 12 | 16 | 50 | 58 | -8   |
| 14   | Blackburn Rovers     | 40  | 42 | 14 | 12 | 16 | 47 | 62 | -15  |
| 15   | Burnley              | 38  | 42 | 16 | 6  | 20 | 58 | 59 | -1   |
| 16   | Preston North End    | 37  | 42 | 13 | 11 | 18 | 60 | 64 | -4   |
| 17   | Birmingham City      | 37  | 42 | 13 | 11 | 18 | 41 | 57 | -16  |
| 18   | Middlesbrough        | 36  | 42 | 13 | 10 | 19 | 57 | 63 | -6   |
| 19   | Chelsea              | 36  | 42 | 9  | 18 | 15 | 45 | 53 | -8   |
| 20   | Nottingham Forest    | 34  | 42 | 13 | 8  | 21 | 41 | 70 | -29  |
| 21   | Stoke City           | 30  | 42 | 10 | 10 | 22 | 47 | 67 | -20  |
| 22   | Oldham Athletic      | 30  | 42 | 10 | 10 | 22 | 35 | 65 | -30  |

|  | Champion d'Angleterre |
|  | Relégation            |

### Meilleur buteur
- Charlie Buchan, Sunderland,   30 buts

## Bilan de la saison
| Tableau d'Honneur                    |                   |
| Compétition                          | Vainqueur         |
| Championnat d'Angleterre de football | Liverpool         |
| Coupe d'Angleterre de football       | Bolton Wanderers  |
| Charity Shield                       | Huddersfield Town |

| Promotions et relégations |                            |
| Promus                    | Notts County West Ham      |
| Relégués                  | Stoke City Oldham Athletic |

## Sources
- Classement sur rsssf.com